# Eichleriella subleucophaea
Eichleriella subleucophaea är en svampart som beskrevs av McNabb 1969. Eichleriella subleucophaea ingår i släktet Eichleriella och familjen Auriculariaceae.   Inga underarter finns listade i Catalogue of Life.